# Maison One (Gallaudet)
Pour les articles homonymes, voir Gallaudet (homonymie).
La maison One (en anglais Home One) est la maison du président du collège Gallaudet (aujourd'hui, université Gallaudet) construite en 1869.
Elle se trouve sur le campus de l'université Gallaudet. Ce bâtiment fait partie du Registre national des lieux historiques depuis le 15 février 1974.
Edward Miner Gallaudet fut le premier président du Gallaudet College et le premier à occuper la maison. Ses successeurs s'y installèrent également .

## Galerie

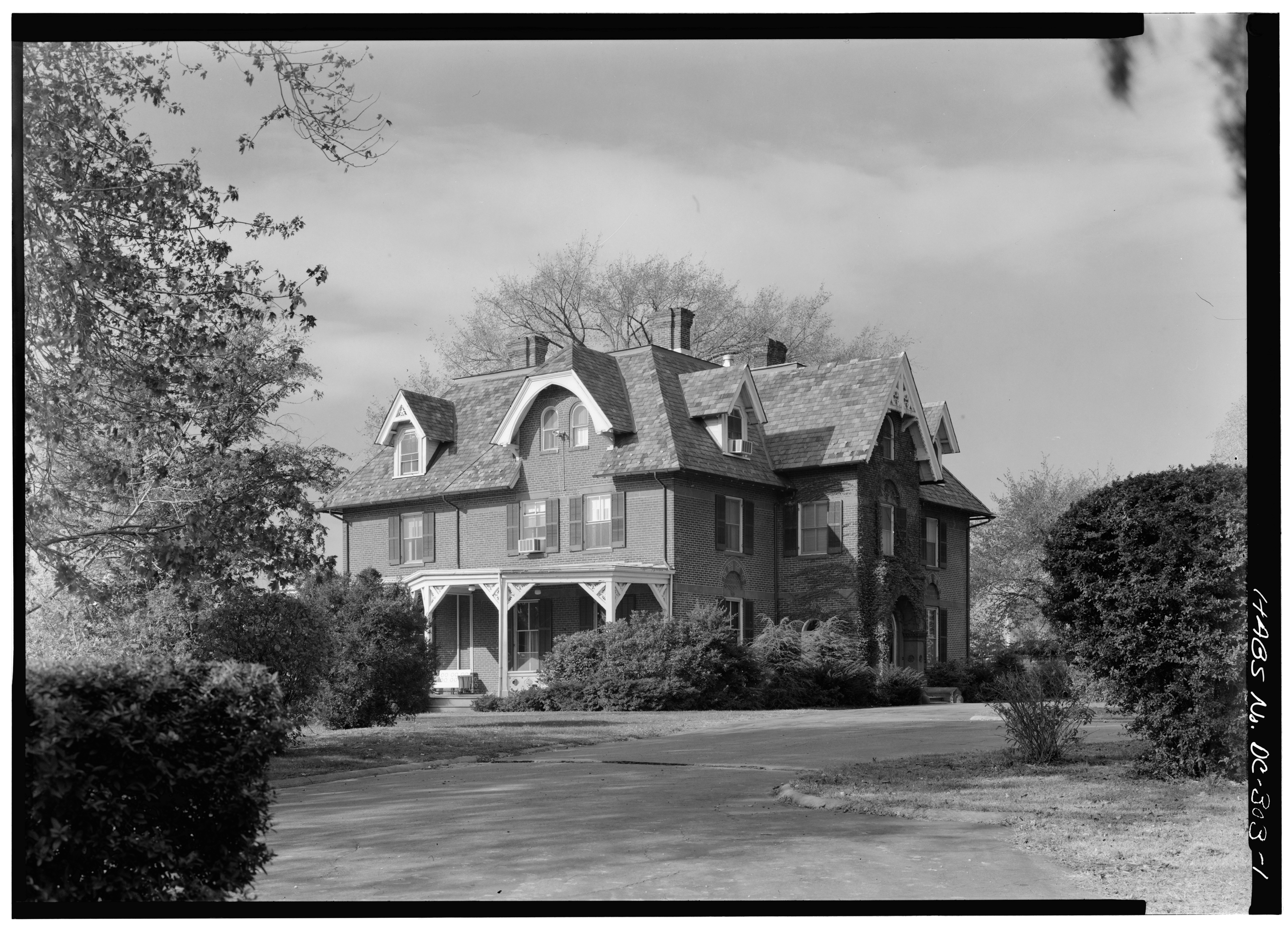
maison One en noir et blanc

## Autres bâtiments de l'université Gallaudet
- Université Gallaudet
- Quartier historique du collège Gallaudet
- Ole Jim

## Source de la traduction
- (en) Cet article est partiellement ou en totalité issu de l’article de Wikipédia en anglais intitulé « President's House, Gallaudet College » (voir la liste des auteurs).